# True Love Waits
«True Love Waits» (с англ. — «Настоящая любовь ждёт») — песня английской альтернативной рок-группы Radiohead, выпущенная в их альбоме A Moon Shaped Pool (2016).
Radiohead впервые исполнили песню в 1995 году, совместно с певцом Томом Йорком на акустической гитаре в сопровождении синтезатора. В последующие годы Йорк несколько раз исполнял её соло на гитаре и родес-пиано и она стала одной из самых известных неизданных песен Radiohead. Совместно с продюсером Найджелом Годричем, группа пыталась записать «True Love Waits» для альбомов OK Computer (1997), Kid A (2000) и Amnesiac (2001), но они не смогли договориться об аранжировке. Всего над песней работали более двух десятилетий.
В 2016 году Radiohead наконец выпустили студийную версию в качестве заключительного трека своего девятого альбома A Moon Shaped Pool, переработанного в минималистичную фортепианную балладу. Песня получила положительные отзывы музыкальных критиков, а несколько из них посчитали, что долгое ожидание сделало студийную версию более мощной.
Хотя «True Love Waits» не был выпущен как сингл, он вошёл в чарты синглов SNEP и Billboard Hot Rock Songs.

## История

### 1995-96: Первые выступления
Radiohead впервые исполнили «True Love Waits» в декабре 1995 года в Брюсселе во время тура в поддержку своего второго альбома The Bends. Певец Том Йорк исполнил песню на акустической гитаре в сопровождении клавишной мелодии. С годами эта песня стала фаворитом фанатов и одной из самых известных неизданных песен Radiohead.

### 1997-98: OK Computer
Йорк считал, что Radiohead уже записали слишком много песен на основе вокала и акустической гитары, и что запись «True Love Waits» в такой версии была бы «слишком простой». Продюсер Найджел Годрич позже заявил: «Тому нужно чувствовать, что песня имеет подтверждение тому, что у неё есть причина существовать как запись».. Он сказал, что им было не интересно записывать версию, звучащую как Джон Майер.
Группа работала над песней для своего третьего альбома OK Computer (1997), но вскоре они отказались от идеи. В этот период были записаны клавишные петли для песни, выпущенные в 2017 году в переиздании OK Computer OKNOTOK 1997 2017. Версия, записанная в этот период, попала в интернет в 2019 году и была выпущена в сборнике MiniDiscs (Hacked), включая вариант с синтезатором и Wah-wah эффектом.

### 1999-2001: Kid A и Amnesiac
Radiohead снова работали над песней во время совместных сессий для Kid A (2000) и «Amnesiac'» (2001), надеясь найти аранжировку, выходящую за рамки «просто акустической гитары». Гитарист Эд О’Брайен вел онлайн-дневник их творческого процесса и написал в январе 2000 года: «True Love Waits» уже четыре года бродила вокруг нас, и каждый раз, когда мы к ней подходили, казалось, что мы идем старыми путями. Теперь это звучит как начало чего-то захватывающего". Спустя месяц, он добавил:

Это что-то около 561-го подхода, но все же: это хорошая песня. Мы просто пытаемся найти путь, который нас вдохновит. И, по крайней мере, мы нашли новый подход… Конечно, это может быть полным бредом, и мы можем потерять сюжет этой песни. Пожалуйста, не допустите, чтобы это было так.
В этот период Radiohead создали электронную версию «True Love Waits», используя клавишные партии, записанные на сессиях OK Computer, но отказались от неё. Позже Йорк сказал: «Мы чувствовали, что „True Love Waits“ — это благотворная акустическая песня, а потом внезапно появилась эта довольно свирепая версия… Мы не были уверены, что это правильная вещь, поэтому она отошла на второй план». Эта версия стала другим треком «Pulk/Pull Revolving Doors», выпущенным на Amnesiac. Оригинальная версия «Pulk/Pull — True Love Waits Version» была выпущена в переиздании Kid A Mnesia 2021 года. Журнал Rolling Stone охарактеризовал еe как суровую и индустриальную.
Йорк несколько раз исполнил соло песни на акустической гитаре во время турне Amnesiac (2001), а одно выступление было выпущено в альбоме «I Might Be Wrong: Live Recordings» (2001).

### 2001-2016: Дальнейшие выступления иA Moon Shaped Pool
С 2006 года Radiohead начали исполнять более медленную версию на родес-пиано в качестве вступления к песне «Everything in its Right Place». Согласно Phoenix New Times — это «более свободный, легкий вариант, без четких изменений аккордов и сильного отчаяния акустической версии, который подчеркивает романтическое качество лирики, а не одиночество».
В 2016 году, более чем через 20 лет после его написания, Radiohead выпустили «True Love Waits» в качестве последнего трека в своем девятом альбоме A Moon Shaped Pool в минимальной фортепианной аранжировке. Radiohead исполняли новую аранжировку в туре Moon Shaped Pool, но в 2018 году в Южной Америке Йорк снова исполнил соло на акустической гитаре.
В 2023 году Йорк сказал: "Одна из моих ошибок — отбрасывать вещи, потому что они просты… «True Love Waits» была немного такой. Это была одна из песен, созданная для завершения концертов. Её даже не обязательно было записывать. Она была сделана, чтобы сказать: «Ладно, ребята, спокойной ночи. Спасибо». Неудивительно, что песня оказалась на последнем месте в A Moon Shaped Pool группы.

## Композиция и лирика
В концертной версии, выпущенной в альбоме I Might Be Wrong, Йорк исполняет песню соло на акустической гитаре. Стив Джозеф из The Phoenix New Times сравнил «серьезную» и «простую» аранжировку с песней Radiohead «Fake Plastic Trees». Согласно Мэтту ЛеМею и Джиллиан Мэйпс из Pitchfork, он отличается неожиданной сменой аккордов и «неистовым гитарным бренчанием».
Студийная версия, выпущенная в качестве финального трека на A Moon Shaped Pool, была описана как «мрачная пост-рок-баллада» и «деконструированная эмбиентная фортепианная баллада». В нём нет гитары, вместо этого, используется минимальная четырёхнотная фортепианная фигура, из которой с помощью овердаббинга создаются полиритмийные петли и текстуры. Бас появляется только во втором куплете.
В первом куплете рассматривается «разница между молодыми и старыми» и момент, когда люди вырастают из детского поведения, а рассказчик предлагает не взрослеть. Строка «И настоящая любовь живёт на леденцах и чипсах» была вдохновлена рассказом о ребёнке, которого родители оставили одного на несколько дней и он выжил, поедая джанк-фуд. В песне есть «молящий» припев: «Не уходи, не уходи».

## Критика
В своем обзоре I Might Be Wrong Мэтт ЛеМэй из Pitchfork написал, что песня «абсолютно великолепна» и «она может конкурировать с любой песней на OK Computer». Он добавил, что «True Love Waits» вместе с «Like Spinning Plates» «оправдывает существование» альбома. Тед Кесслер из New Musical Express похвалил вокал Йорка и назвал его «чистым и правдивым». Николас Тейлор из PopMatters охарактеризовал песню как «горько-сладкую победу любви», которая «показывает, что за всеми модернистскими кошмарами Radiohead стоит хрупкое, отчаянное желание соединиться, полностью и осмысленно, всего лишь с одним человеком». Хотя критик Quietus Майк Дайвер раскритиковал A Moon Shaped Pool, он похвалил «True Love Waits», назвав её самой трогательной песней Radiohead после выхода сингла «Nude» в 2008 году. Дэмиан Джонс из New Musical Express сказал, что это самая грустная песня Radiohead.
Rolling Stone и The Arizona Republic назвали студийную версию лучшей песней мая 2016 года. Критик Arizona Republic Эд Масли писал, что новая аранжировка «усиливает чувство отчаянной тоски в вокале Йорка». Pitchfork назвал песню лучшим новым треком недели, а затем девятой лучшей песней 2016 года. Критик Натан Риз написал: «Это элегическая кодировка одного из самых интригующих альбомов Radiohead и подходящая трактовка песни, которую многие уже считали классикой. Ожидание того стоило». В 2017 году Consequence of Sound назвал её двенадцатой величайшей песней Radiohead, написав, что теперь она «переливается звуками рояля вместо унылой гитары». В 2019 году New York Magazine назвал его величайшим треком Radiohead, а Pitchfork назвал его 93-й величайшей песней десятилетия.
Джейк Вульф из GQ счел студийную версию «разочарованием» из-за «мягкого пианино, которое эмоционально отягощает песню», добавив, что «гитарная версия имела яркость, которой не хватает студийной версии». Стивен Далтон из Louder Sound сказал, что «может быть это сделано преднамеренно, но она звучит утомительно, подавленно и менее эмоционально привлекательно».
Некоторые критики посчитали, что долгие годы ожидания студийной версии песни сделали её более мощной. Журналист Vulture Марк Хоган написал, что «разница между студийной версией и различными предшественниками витает в записи, как привидение». Критик Pitchfork Джиллиан Мейпс написала, что чувствует, что «пел более старый и мудрый человек», и что лирика стала более проникновенной «теперь, когда он, кажется, смирился с вечной тоской по тому, кто не заботился о том, чтобы вместе пережить шторм». Нина Коркоран из Consequence of Sound считает, что «Radiohead стали более зрелыми, чем когда-либо» и ничто не доказывает это лучше, чем «True Love Waits». Стив Джозеф из The Phoenix New Times предположил, что на студийную версию повлияло недавнее расставание Йорка со своей партнёршей Рэйчел Оуэн. Он отметил, что в то время как ранняя аранжировка, написанная вскоре после того как Йорк встретил Оуэн, имеет «обнадеживающий характер», а версия Moon Shaped Pool звучит «смиренно, изолированно, потерянно». Критик журнала Rolling Stone Энди Бета написал, что «эффект такой, как если наткнуться на старое любовное письмо спустя годы после того, как отношения остыли», и что «припев, который когда-то предлагал искупление, теперь звучит как прощание».

## Персоны
- Колин Гринвуд
- Джонни Гринвуд
- Эд О'Брайан
- Филл Силуэй
- Том Йорк
- Найджел Годрич — продакшн, микширование
- Сэм Пэттс Дэвис — инжиниринг
- Максим ЛеГиль — инжиниринг
- Боб Людвиг — мастеринг